# Municipio de Dwight (Míchigan)
El municipio de Dwight (en inglés: Dwight Township) es un municipio ubicado en el condado de Huron en el estado estadounidense de Míchigan. En el año 2010 tenía una población de 758 habitantes y una densidad poblacional de 8,14 personas por km².

## Geografía
El municipio de Dwight se encuentra ubicado en las coordenadas 43°59′32″N 82°57′20″O / 43.99222, -82.95556. Según la Oficina del Censo de los Estados Unidos, el municipio tiene una superficie total de 93.18 km², de la cual 92,53 km² corresponden a tierra firme y (0,69 %) 0,65 km² es agua.

## Demografía
Según el censo de 2010, había 758 personas residiendo en el municipio de Dwight. La densidad de población era de 8,14 hab./km². De los 758 habitantes, el municipio de Dwight estaba compuesto por el 98,02 % blancos, el 0,26 % eran asiáticos, el 0,92 % eran de otras razas y el 0,79 % eran de una mezcla de razas. Del total de la población el 1,32 % eran hispanos o latinos de cualquier raza.